# Rabab Cheddar
Rabab Cheddar est une boxeuse marocaine née le  7 mars 1991.

## Biographie
Rabab Cheddar est médaillée d'argent dans la catégorie des moins de 50 kg aux Championnats d'Afrique de boxe amateur 2022 à Maputo ainsi qu'aux championnats d'Afrique de boxe amateur 2023 à Yaoundé, s'inclinant à chaque fois en finale face à l'Algérienne Roumaysa Boualam,.
Elle est également médaillée de bronze dans cette catégorie aux Jeux panarabes de 2023 à Alger et médaillée d'argent dans la catégorie des moins de 52 kg aux Jeux africains de 2023 à Accra ainsi qu'aux Championnats d'Afrique de boxe amateur 2024 à Kinshasa.